# Якиманский проезд
Якима́нский прое́зд — начало радиальной магистрали в центре Москвы на Якиманке от Большой Полянки до Большой Якиманки.

## История
Назван в 1990 году по расположению при Большой Якиманке.

## Описание
Якиманский проезд образует начало радиальной магистрали района Якиманки. Он начинается от Большой Полянки, образуя с последней стрелку, на которой расположен Якиманский сквер с памятником Георгию Димитрову (1972, скульпторы К. М. Мерабишвили, М. К. Мерабишвили, архитектор Р. Н. Гвоздев). Проходит на юг, справа и слева к нему примыкает Малая Якиманка (сквозного движения по последней через проезд, однако, нет), затем после перекрёстка с Большой Якиманкой справа и Полянским переулком слева основная магистраль становится Большой Якиманкой. Домов по проезду не числится.

## Общественный транспорт
- В 300 метрах от проезда находится станция метро  Полянка, в 750 метрах —  Третьяковская, в 1,13 км —  Новокузнецкая
- Автобусы: м1, е10, 297; н11